# Syngroú-Fix (métro d'Athènes)
Syngroú-Fix (grec moderne : Συγγρού-Φιξ), est une station de métro grecque de la ligne 2 (ligne rouge) du métro d'Athènes, située sur le territoire de la ville d'Athènes, capitale de la Grèce.
Elle est mise en service en 2000, lors de l'ouverture du tronçon de Sýntagma à Dáfni.

## Situation ferroviaire
Établie en souterrain, la station de Syngroú-Fix est située sur la ligne 2 du métro d'Athènes, entre les stations d'Akrópoli et de Néos Kósmos.

## Histoire
La station de Syngroú-Fix est mise en service le 16 novembre 2000 lors de l'inauguration du tronçon de la ligne 2 entre Sýntagma et Dáfni, dix mois après l'ouverture de la première section de la ligne. Construite suivant le plan général des stations de la ligne, elle est établie à 18 mètres sous le niveau du sol, avec deux voies encadrées par deux quais latéraux.

## Service des voyageurs

### Accueil
La station dispose de deux accès, au croisement de l'avenue Sygrou avec l'avenue Kallirois et avec la rue Drakou. Ils permettent d'accéder au niveau où se situe la billetterie, le service clients et les accès aux deux quais latéraux situés plus bas.

### Desserte
Syngroú-Fix est desservie par toutes les circulations de la ligne. Quotidiennement, le premier départ est à 5 h 40, en direction d'Ellinikó, et à 5 h 35, en direction Anthoúpoli, le dernier départ est à 0 h 23, en direction d'Ellinikó et à 0 h 14 en direction d'Anthoúpoli (les samedis et dimanches le dernier départ est à 2 h 23 pour Ellinikó et à 2 h 14 pour Anthoúpoli).

### Intermodalité
La station du métro permet des échanges avec la station dénommée « Fix » des lignes T4 et T5 du tramway d'Athènes.
Près des accès l'on trouve également des arrêts de trolleybus et de nombreux bus.

La station
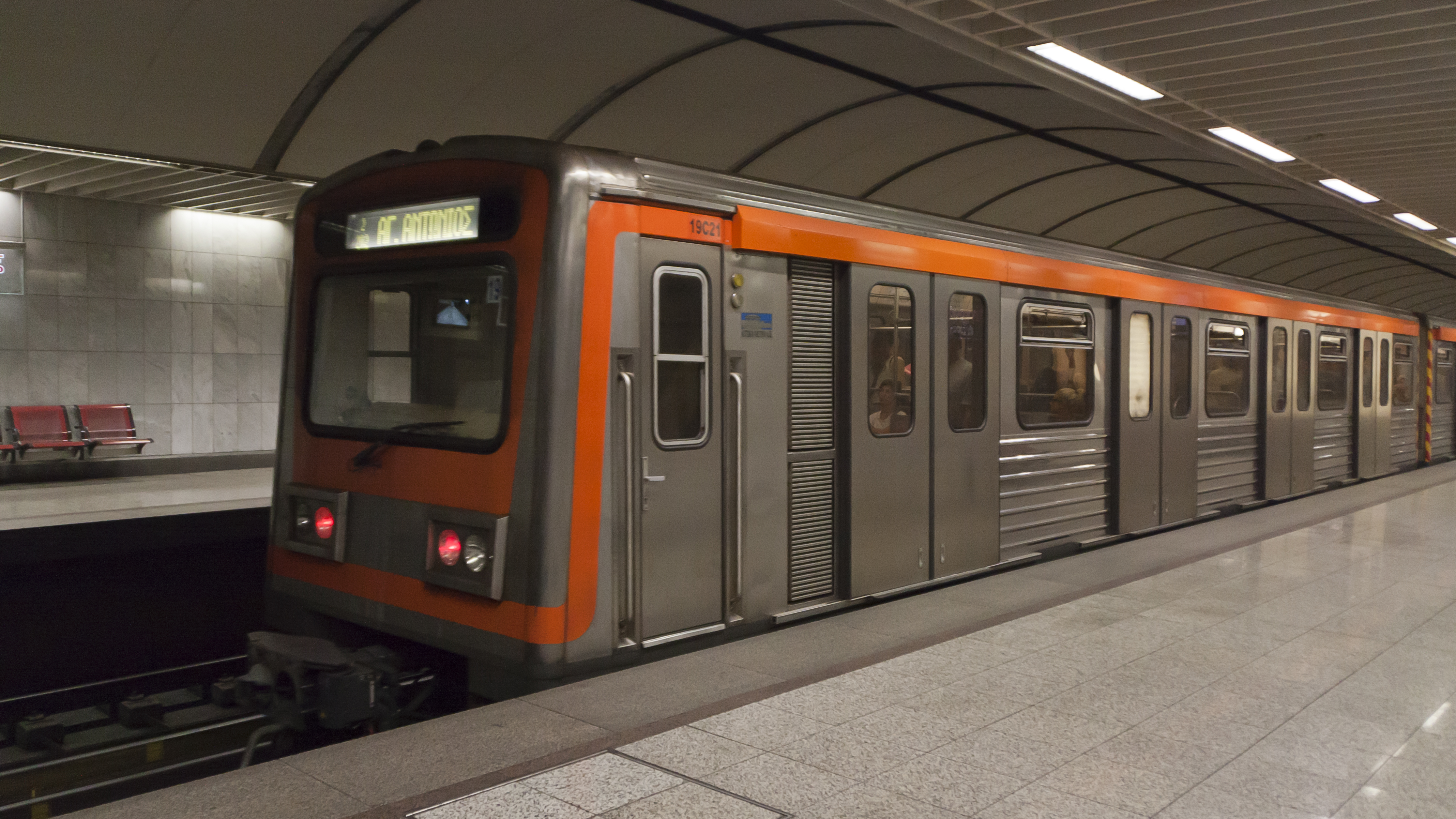
Ancienne rame.
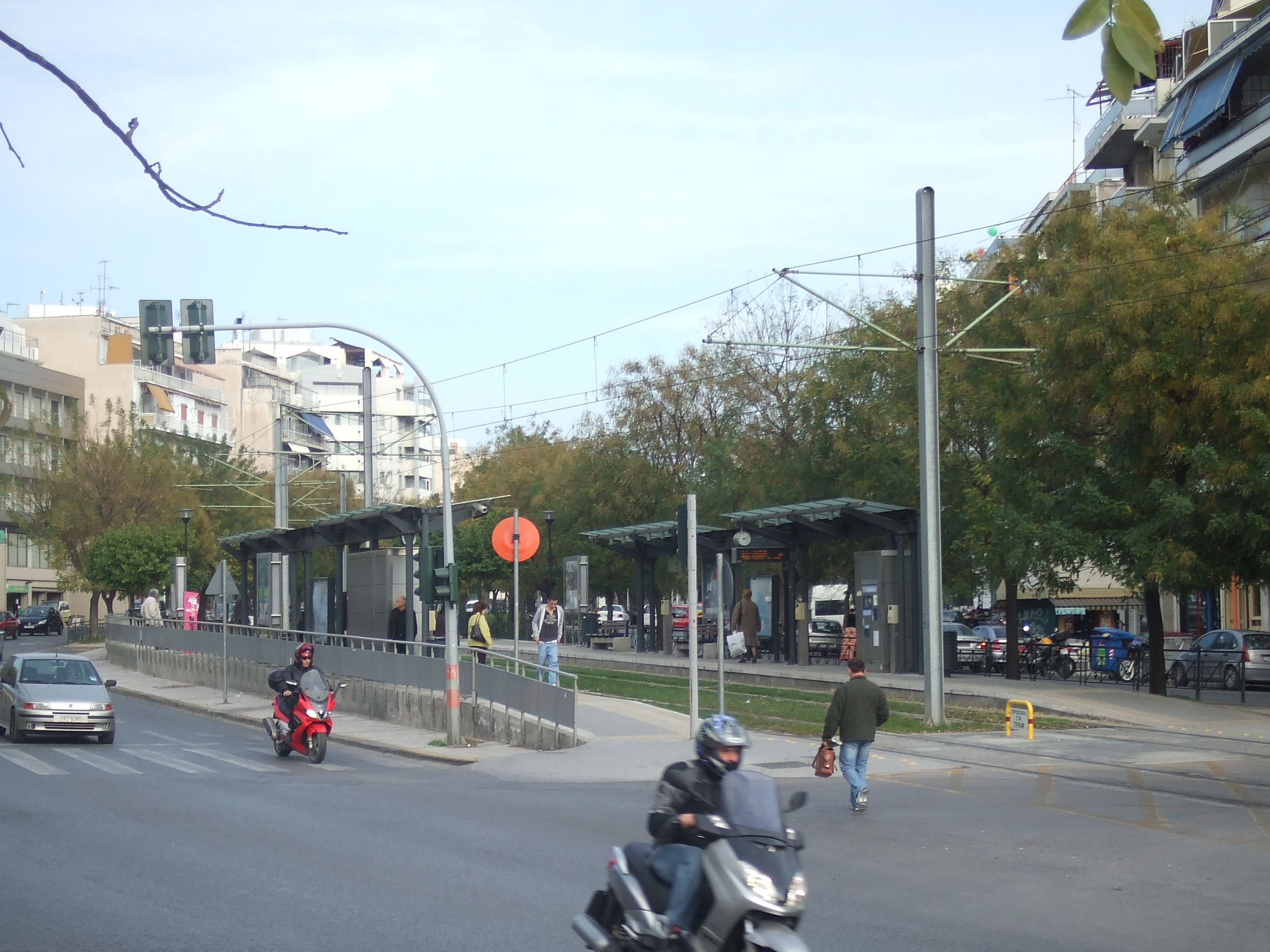
Station du tramway en 2006.